# Immolata Kronpaß
Immolata Kronpaß OCist (* 18. März 1925 in München – bürgerlich Theresia Kronpaß; † 8. März 2010 in La Paz) war Priorin in La Paz.

## Leben
1949 trat Kronpaß in die Zisterzienserinnenabtei Seligenthal ein, wo sie den Ordensnamen Maria Immolata annahm. Am 1. Mai 1950 erfolgte die Einkleidung, 1951 legte sie die zeitliche und 1954 die ewige Profess ab. Sie war Lehrerin und Sekretärin der damaligen Äbtissin Columba Baumgartner.
Nach der Entsendung im Jahr 1972 nach Bolivien wurde sie im Lauf der Zeit Rektorin des Colegio Ave Maria, das unter ihrer Leitung zur größten Schule Boliviens mit über 4.000 Schülern heranwuchs.
Sr. M. Immolata hat in den 1970er und 1980er Jahren intensiv mit Pater Polykarp Zakar, dem späteren Generalabt des Ordens, im Bereich der Ordens- und Liturgiegeschichte zusammengearbeitet. Sie war an der Herausgabe der fünf Bände des lateinischen Appendix ad Breviarium Cisterciense, die im Zeitraum von 1974 bis 1977 erschienen sind, intensiv beteiligt. Ebenso war sie als wissenschaftliche Assistentin von M. Assumpta Schenkl (der späteren Äbtissin von Seligenthal und Helfta) tätig. Sie organisierte Studientagungen in Seligenthal und Rom.
2006 erlitt sie einen Schlaganfall. 2010 wurde sie auf dem Deutschen Friedhof in La Paz beerdigt.

## Auszeichnungen
- 1995: Bundesverdienstkreuz 1. Klasse
- 1998: Bayerischer Verdienstorden